# Pergâmio (prefeito augustal)

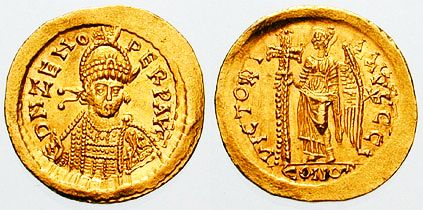
Soldo de Zenão (r. 474–475; 476–491)

Pergâmio (em latim: Pergamius) foi um oficial bizantino do século VI que esteve ativo durante o reinado dos imperadores Zenão (r. 474–475; 476–491) e Anastácio I Dicoro (r. 491–518). Era irmão de João, o Hesicasta, cujo exemplo inspirou sua conduta cristã. Manteve vários ofícios civis ao longo de sua carreira e em 482 tornou-se prefeito augustal do Egito, em sucessão a Teognosto. Neste ano, foi enviado para Alexandria com o Henótico de Zenão para Pedro III Mongo (477–490) assiná-lo. Além disso, foi incumbido, junto de Apolônio, de remover o patriarca João I Talaia (481–482).